# Palaeopantopus maucheri
Palaeopantopus maucheri ist eine ausgestorbene Asselspinne, die mit vier Exemplaren im Bundenbacher Hunsrückschiefer nachgewiesen wurde. Sie zählt damit zu einem der seltensten Fossilien dieser Fauna.
Den Erstnachweis erbrachte Ferdinand Broili anhand von zwei Fundstücken im Jahr 1929, die Erstbeschreibung erfolgte dann 1930. 
Stürmer fand im Rahmen seiner Röntgenuntersuchungen im Fundus des Humboldt-Museums ein weiteres Exemplar und Bartels danach noch eines auf einem Abfallstück. Palaeopantopus maucheri erreichte mit ausgestreckten Beinen einen Durchmesser von knapp zehn Zentimeter. Es wird von einer langsam auf dem Meeresboden schreitenden Fortbewegung ausgegangen, eine Körperanpassung zu schwimmender Lebensweise ist nicht erkennbar.
Trotz Neuuntersuchung aus dem Jahr 1980 durch Jan Bergström, Wilhelm Stürmer und Gerhard Winter stand die Identifizierung der Cheliceren noch aus, nach einem Neufund in Rückenlage wurden diese, die sich als sehr klein erwiesen, nun identifiziert.
Der auf dem Bild gezeigte Holotyp befindet sich im Museum für Naturkunde in Berlin.